# Бутягина, Варвара Александровна
Не путать с Варварой Дмитриевной Бутягиной — женой философа В. В. Розанова
Варвара Александровна Бутягина (7 декабря 1900 года, Елец, Орловская губерния — 24 мая 1987 года, Москва) — русская советская поэтесса и киносценарист, корректор.

## Биография
Родилась в Ельце в семье присяжного поверенного Александра Павловича Бутягина и его супруги Варвары Мелитовны, урождённой Лавровой. В 1907 году оказалась в Москве, где училась в гимназии С. А. Арсеньевой, на историко-филологическом факультете Московского университета и в Высшем художественно-литературном институте (Брюсовский литературный институт).
Стихи начала писать с 9 лет.
Позже входила в литературную группу «Неоклассиков».
Участвовала в конкурсе Всероссийского союза поэтов (7 декабря 1920 года) и в литературном вечере «Поэзия наших дней» (29 ноября 1925 года).
Выпустила два поэтических сборника:
- Лютики (Петроград, 1921; с предисловием А. Луначарского);
- Паруса (М., 1926).

Стихи отличаются лиризмом, любовными и мистическими переживаниями, тонкими описаниями природы. В отдельных случаях заметно влияние Блока и Ахматовой.
В 1925 году вышла замуж за архитектора Виктора Петровича Ходатаева (1897—1972), от брака с которым родила двух сыновей: Юрия (1928—2016) и Кирилла (1932—2020). С конца 1920-х гг. практически перестала печататься (последнее стихотворение опубликовано в 1932 году), что породило слухи о смерти поэтессы от тифа. На самом деле, как пояснил сын поэтессы Кирилл Ходатаев, Варвара Александровна прекратила выступать как поэтесса, поскольку «не вписалась в Пролеткульт с его требованиями сиюминутной актуальности».
После ухода из поэзии прожила долгую жизнь, работая сценаристом на студии «Союзмультфильм» и ответственным корректором газеты «Комсомольская правда».
Скончалась в 1987 году. Похоронена на Даниловском кладбище.